# Гелен Міллард
Ге́лен Мі́ллард (англ. Helene Millard; нар. 30 вересня 1905 — 20 вересня 1974) — американська акторка кіно 1930—1940-х років.

## Життєпис
Гелен Міллард розпочала кінокар'єру 1929 року в головній ролі у фільмі «Тринадцятий стілець». Протягом 1930-х років знімалася у 18 фільмах, переважно в другорядних ролях, а також у головних ролях, а згодом лише в епізодичних ролях наприкінці десятиліття. На початку 1940-х років вона знялась у шесті фільмах, лише в епізодичних ролях, після чого покинула кіноіндустрію в 1942 році. На короткий час повернулася до кіно в 1952—1953 роках, коли знялась ще в чотирьох фільмах, перш ніж назавжди покинути кіноіндустрію.
Її останньою роллю в кіно стала невелика роль у фільмі «Remains to Be Seen» (1953), у якому знялися Джун Еллісон та Ван Джонсон. На початку 1950-х з'явилася в кількох телевізійних шоу, перед тим, як назавжди піти з кіно в 1954 році після появи в серіалі «Топпер».
Померла 20 вересня 1974 року в місті Лагуна-Гіллс, Каліфорнія.

## Фільмографія
- 1929 — Їх власне бажання
- 1929 — Тринадцятий стілець[en]
- 1930 — Розлучення
- 1939 — Жінки
- 1942 — Ми танцювали
- 1953 — Клоун[en]